# Pandora Filmes
Pandora Filmes é uma distribuidora de filmes fundada no Brasil em 1989.  Faz parte do Belas Artes Grupo, junto com o serviço de streaming Petra Belas Artes à La Carte e o cinema Petra Belas Artes.

## Histórico
A Pandora Filmes foi criada em 1989 por André Sturm. É a primeira distribuidora independente criada no Brasil. Comercializou filmes em associação com a Europa Filmes, Alpha Filmes e Fênix Filmes. No ranking do Database Brasil da Filme B, apareceu mais de uma vez ao lado das maiores distribuidoras de filmes do Brasil, em 2005, 2008 e 2010.
Em 2015 foi uma das distribuidoras de cinema apoiadoras do Festival Varilux de Cinema Francês. Em 2016 liderou a distribuição de filmes com Prêmios Goya. Em 2019 iniciou uma parceria com a Cinépolis para o "Projeto Caixa de Pandora" e lançou filmes independentes nos cinemas do Brasil, nacionais e internacionais, que passaram pelos festivais mais importantes, como Cannes, Sundance, Veneza, Berlim e Toronto.
Em julho de 2021, a Alpha Filmes e a Pandora Filmes iniciaram a pré-venda do relançamento de Gisaengchung (bra: Parasita) em Blu-ray no Brasil em edição definitiva e limitada na Versátil Home Vídeo. Em setembro de 2021, a Pandora Filmes iniciou a pré-venda da edição limitada do filme Forushande (bra: O Apartamento) em DVD em parceria com a Versátil Home Vídeo.

## Alguns dos títulos
Dentre os filmes distribuídos pela Pandora Filmes, estão as obras de Federico Fellini, Ingmar Bergman, Billy Wilder e filmes que foram premiados, de festivais de cinemas ao Óscar.